# Sabotage – Um Bom Lugar
Sabotage – Um Bom Lugar é um livro lançado em 2013 por Toni C, em homenagem ao cantor de rap brasileiro, Sabotage, dez anos depois de sua morte. Produzido pela editora LiteraRUA, o livro contém 344 páginas.